# Teoria da transcendência
Teoria dos números transcendentes é um ramo da teoria dos números que investiga números transcendentes (números que não são soluções de nenhuma equação polinomial com racionais como coeficientes), tanto de maneira qualitativa quanto quantitativa.

## Transcendência
O Teorema fundamental da álgebra nos diz que, se temos um polinômio não constante com coeficientes racionais (ou equivalentemente, ao eliminar denominadores, com coeficientes inteiros), então esse polinômio terá uma raiz nos números complexos. Ou seja, para qualquer polinômio não constante {\displaystyle P} com coeficientes racionais, existirá um número complexo {\displaystyle \alpha } tal que {\displaystyle P(\alpha )=0}. A teoria da transcendência se ocupa da questão contrária: dado um número complexo {\displaystyle \alpha }, existe um polinômio {\displaystyle P} com coeficientes racionais tal que {\displaystyle P(\alpha )=0?} Se não existir tal polinômio, então o número é chamado de transcendental.
De modo mais geral, a teoria lida com a independência algébrica de números. Um conjunto de números {α1, α2, …, αn} é chamado de algébrica e independentemente se não existe polinômio não nulo P em n variáveis, com coeficientes em um corpo K, tal que P(α1, α2, …, αn) = 0. Assim, determinar se um dado número é transcendental é, na verdade, um caso especial da independência algébrica, onde n = 1 e o corpo K é o corpo dos números racionais.
Um conceito relacionado é o de saber se há uma forma fechada para um número, incluindo exponenciais e logaritmos, bem como operações algébricas. Existem várias definições de "forma fechada", e questões sobre forma fechada podem frequentemente ser reduzidas a questões de transcendência.

## História

### Aproximação por números racionais: de Liouville a Roth
O uso do termo transcendental para se referir a um objeto que não é algébrico remonta ao século XVII, quando Gottfried Leibniz provou que a função seno não era uma função algébrica. A questão de saber se certas classes de números poderiam ser transcendentais data de 1748, quando Euler afirmou que o número logab não era algébrico para racionais a e b, desde que b não fosse da forma b = ac, para algum racional c.
A afirmação de Euler só foi provada no século XX, mas quase cem anos depois de seu enunciado, Joseph Liouville conseguiu provar a existência de números que não são algébricos, algo que até então não era sabido com certeza. Seus artigos originais sobre o assunto na década de 1840 esboçaram argumentos usando frações contínuas simples para construir números transcendentes. Posteriormente, na década de 1850, ele apresentou uma condição necessária para que um número fosse algébrico, e consequentemente uma condição suficiente para que um número fosse transcendental. Esse critério de transcendência não era forte o suficiente para ser necessário também, e de fato não detecta que o número e é transcendental. Mas seu trabalho forneceu uma classe maior de números transcendentes, agora conhecidos como números de Liouville em sua homenagem.
O critério de Liouville essencialmente dizia que números algébricos não podem ser muito bem aproximados por números racionais. Portanto, se um número pode ser muito bem aproximado por números racionais, ele deve ser transcendental. O significado preciso de "muito bem aproximado" no trabalho de Liouville se relaciona a certo expoente. Ele mostrou que se α é um número algébrico de grau d ≥ 2 e ε for qualquer número maior que zero, então a expressão
{\displaystyle \left|\alpha -{\frac {p}{q}}\right|<{\frac {1}{q^{d+\varepsilon }}}}
pode ser satisfeita por apenas um número finito de racionais p/q. Usar isso como critério para transcendência não é trivial, pois é preciso verificar se existem infinitamente muitas soluções p/q para cada d ≥ 2.
No século XX, trabalhos de Axel Thue, Carl Siegel e Klaus Roth reduziram o expoente no trabalho de Liouville de d + ε para d/2 + 1 + ε, e finalmente, em 1955, para 2 + ε. Esse resultado, conhecido como Teorema de Thue–Siegel–Roth, é ostensivamente o melhor possível, pois se o expoente 2 + ε for substituído por apenas 2, o resultado não será mais verdadeiro. No entanto, Serge Lang conjecturou uma melhora do resultado de Roth; em particular, ele conjecturou que {\displaystyle q^{2+\varepsilon }} no denominador do lado direito poderia ser reduzido para {\displaystyle q^{2}(\log q)^{1+\epsilon }}.
O trabalho de Roth encerrou efetivamente a linha de pesquisa iniciada por Liouville e permitiu provar a transcendência de muitos outros números, como a Constante de Champernowne. Mesmo assim, o teorema ainda não é forte o suficiente para detectar todos os números transcendentes, e muitos valores famosos (incluindo e e π) não são ou não se sabe se são muito bem aproximáveis nesse sentido.

### Funções auxiliares: de Hermite a Baker
Felizmente, outros métodos foram desenvolvidos no século XIX para lidar com as propriedades algébricas de e, e consequentemente de π através da Identidade de Euler. Esse trabalho se concentrou no uso das chamadas funções auxiliares, que tipicamente têm muitos zeros nos pontos em questão. Aqui, "muitos zeros" pode significar muitos zeros distintos, ou apenas um zero com alta multiplicidade, ou até muitos zeros com alta multiplicidade. Charles Hermite usou funções auxiliares que aproximavam as funções {\displaystyle e^{kx}} para cada número natural {\displaystyle k}, a fim de provar a transcendência de {\displaystyle e} em 1873. Seu trabalho foi desenvolvido por Ferdinand von Lindemann na década de 1880 para provar que {\displaystyle e^{\alpha }} é transcendental para números algébricos α não nulos. Em particular, isso provou que π é transcendental, já que {\displaystyle e^{\pi i}} é algébrico, e assim respondeu negativamente ao problema de saber se era possível quadrar o círculo. Karl Weierstrass desenvolveu ainda mais o trabalho deles e finalmente provou o Teorema de Lindemann–Weierstrass em 1885.
Em 1900, David Hilbert apresentou sua famosa coleção de problemas. O sétimo deles, um dos mais difíceis na estimativa de Hilbert, perguntou sobre a transcendência de números da forma ab, onde a e b são algébricos, a não é zero nem um, e b é irracional. Na década de 1930, Alexander Gelfond e Theodor Schneider provaram que todos esses números eram de fato transcendentes, usando uma função auxiliar não explícita cuja existência foi garantida pelo Lema de Siegel. Esse resultado, o Teorema de Gelfond–Schneider, provou a transcendência de números como eπ e a constante de Gelfond–Schneider.
O próximo grande resultado nesse campo ocorreu na década de 1960, quando Alan Baker fez progressos em um problema proposto por Gelfond sobre formas lineares em logaritmos. O próprio Gelfond havia conseguido encontrar uma cota inferior não trivial para a quantidade
{\displaystyle |\beta _{1}\log \alpha _{1}+\beta _{2}\log \alpha _{2}|\,}
em que os quatro desconhecidos são algébricos, sendo as αs diferentes de zero ou de um, e as βs irracionais. Encontrar cotas semelhantes para a soma de três ou mais logaritmos, no entanto, escapava de Gelfond. A prova do Teorema de Baker continha essas cotas, resolvendo o Problema do número de classes de Gauss para número de classes um no processo. Esse trabalho rendeu a Baker a Medalha Fields, devido às suas aplicações na resolução de equações diofantinas. Do ponto de vista puramente da teoria dos números transcendentes, Baker provou que se α1, ..., αn são números algébricos, nenhum deles zero ou um, e β1, ..., βn são números algébricos tais que 1, β1, ..., βn são linearmente independentes sobre os números racionais, então o número
{\displaystyle \alpha _{1}^{\beta _{1}}\alpha _{2}^{\beta _{2}}\cdots \alpha _{n}^{\beta _{n}}}
é transcendental.

### Outras técnicas: Cantor e Zilber
Na década de 1870, Georg Cantor começou a desenvolver a Teoria dos conjuntos, e em 1874 publicou um artigo provando que os números algébricos podem ser colocados em correspondência biunívoca com o conjunto dos números naturais, e, portanto, que o conjunto de números transcendentes deve ser não enumerável. Mais tarde, em 1891, Cantor usou seu mais conhecido argumento da diagonal para provar o mesmo resultado. Enquanto o resultado de Cantor é frequentemente citado como sendo puramente existencial e, portanto, inútil para construir explicitamente um único número transcendental, as provas em ambos os artigos citados fornecem métodos para construir números transcendentes.
Enquanto Cantor usou a teoria de conjuntos para provar a abundância de números transcendentes, um desenvolvimento mais recente é o uso da Teoria dos modelos em tentativas de provar um problema na teoria dos números transcendentes. O problema consiste em determinar o grau de transcendência do corpo
{\displaystyle K=\mathbb {Q} (x_{1},\ldots ,x_{n},e^{x_{1}},\ldots ,e^{x_{n}})}
para números complexos x1, ..., xn que sejam linearmente independentes sobre os números racionais. Stephen Schanuel conjecturou que a resposta seja pelo menos n, mas não há prova conhecida. Em 2004, porém, Boris Zilber publicou um artigo que utilizava técnicas de teoria dos modelos para criar uma estrutura que se comporta muito como os números complexos equipados com as operações de adição, multiplicação e exponenciação. Além disso, nessa estrutura abstrata, a conjectura de Schanuel de fato vale. Infelizmente, ainda não se sabe se essa estrutura é realmente a mesma que os números complexos com as operações mencionadas; pode existir alguma outra estrutura abstrata muito semelhante aos números complexos, mas em que a conjectura de Schanuel não vale. Zilber forneceu vários critérios para provar que a estrutura em questão é de fato C, mas não conseguiu provar o chamado axioma de Fechamento Exponencial Forte. O caso mais simples desse axioma já foi provado, mas uma prova de que ele vale em toda a generalidade é necessária para concluir a prova da conjectura.

## Abordagens
Um problema típico nessa área da matemática é determinar se um dado número é transcendental. Cantor usou um argumento de Cardinalidade para mostrar que existem apenas enumeravelmente muitos números algébricos e, portanto, quase todos os números são transcendentes. Números transcendentes, então, representam o caso típico; ainda assim, pode ser extremamente difícil provar que um número específico é transcendental (ou mesmo simplesmente irracional).
Por esse motivo, a teoria da transcendência frequentemente busca uma abordagem mais quantitativa. Dado um número complexo α, pode-se perguntar quão próximo α está de ser um número algébrico. Por exemplo, se assumirmos que o número α é algébrico, é possível mostrar que ele deve ter grau muito alto ou um polinômio mínimo com coeficientes muito grandes? Em última análise, se for possível mostrar que nenhum grau finito ou tamanho de coeficientes é suficiente, então o número deve ser transcendental. Visto que um número α é transcendental se e somente se P(α) ≠ 0 para todo polinômio não nulo P com coeficientes inteiros, esse problema pode ser abordado tentando encontrar limites inferiores da forma
{\displaystyle |P(a)|>F(A,d)}
onde o lado direito é alguma função positiva que depende de alguma medida A do tamanho dos coeficientes de P e do seu grau d, tal que esses limites inferiores se apliquem a todo P ≠ 0. Tais limites são chamados de medidas de transcendência.
O caso de d = 1 é o da aproximação diofantina "clássica", que busca limites inferiores para
{\displaystyle |ax+b|}.
Os métodos da teoria da transcendência e da aproximação diofantina têm muito em comum: ambos utilizam o conceito de função auxiliar.

## Principais resultados
O Teorema de Gelfond–Schneider foi o grande avanço na teoria da transcendência no período de 1900–1950. Na década de 1960, o método de Alan Baker sobre Formas lineares em logaritmos de números algébricos reanimou a teoria da transcendência, com aplicações a numerosos problemas clássicos e equações diofantinas.

## Classificação de Mahler
Kurt Mahler em 1932 dividiu os números transcendentes em 3 classes, chamadas de S, T e U. A definição dessas classes baseia-se em uma extensão da ideia de número de Liouville (mencionada acima).

### Medida de irracionalidade de um número real
Uma forma de definir um número de Liouville é considerar quão pequeno um dado número real x torna polinômios lineares |qx – p| sem torná-los exatamente zero. Aqui, p, q são inteiros com |p|, |q| limitados por um inteiro positivo H.
Seja {\displaystyle m(x,1,H)} o valor mínimo não nulo que esses polinômios assumem, e defina:
{\displaystyle \omega (x,1,H)=-{\frac {\log m(x,1,H)}{\log H}}}
{\displaystyle \omega (x,1)=\limsup _{H\to \infty }\,\omega (x,1,H).}
ω(x, 1) é frequentemente chamada de medida de irracionalidade de um número real x. Para números racionais, ω(x, 1) = 0, e ela é pelo menos 1 para números reais irracionais. Um número de Liouville é definido por ter medida de irracionalidade infinita. O Teorema de Roth diz que números reais algébricos irracionais têm medida de irracionalidade igual a 1.

### Medida de transcendência de um número complexo
Em seguida, considere os valores de polinômios em um número complexo x, quando esses polinômios têm coeficientes inteiros, grau no máximo n e altura no máximo H, com n e H sendo inteiros positivos.
Seja {\displaystyle m(x,n,H)} o valor mínimo não nulo assumido por tais polinômios em {\displaystyle x} e defina:
{\displaystyle \omega (x,n,H)=-{\frac {\log m(x,n,H)}{n\log H}}}
{\displaystyle \omega (x,n)=\limsup _{H\to \infty }\,\omega (x,n,H).}
Se isso for infinito para algum inteiro positivo mínimo n, então x é chamado de U number de grau n.
Agora, definimos
{\displaystyle \omega (x)=\limsup _{n\to \infty }\,\omega (x,n).}
ω(x) é frequentemente chamada de medida de transcendência de x. Se os valores ω(x, n) são limitados, então ω(x) é finita, e x é chamado de S number. Se os valores ω(x, n) são finitos, mas não limitados, então x é chamado de T number. E x é algébrico se e somente se ω(x) = 0.
Claramente, os números de Liouville são um subconjunto dos U numbers. Os números de Liouville e, portanto, os U numbers são conjuntos não enumeráveis e de medida 0.
Os T numbers também formam um conjunto de medida 0. Demorou cerca de 35 anos para mostrar sua existência. Wolfgang M. Schmidt em 1968 mostrou que exemplos existem. No entanto, Quase todos os números complexos são S numbers. Mahler provou que a função exponencial envia todos os números algébricos diferentes de zero para S numbers: isso mostra que e é um S number e prova a transcendência de π. Sabe-se que esse número π não é um U number. Muitos outros números transcendentes permanecem sem classificação.
Dois números x, y são chamados de algebricamente dependentes se existir um polinômio não nulo P em duas variáveis, com coeficientes inteiros, tal que P(x, y) = 0. Há um resultado forte que diz que dois números complexos que são algebricamente dependentes pertencem à mesma classe de Mahler. Isso permite a construção de novos números transcendentes, como a soma de um número de Liouville com e ou π.
O símbolo S provavelmente se referia ao nome do professor de Mahler, Carl Ludwig Siegel, e T e U são apenas as duas letras seguintes.

### Classificação equivalente de Koksma
Jurjen Koksma em 1939 propôs outra classificação baseada na aproximação por números algébricos.
Considere a aproximação de um número complexo x por números algébricos de grau ≤ n e altura ≤ H. Seja α um número algébrico desse conjunto finito tal que |x − α| tenha valor mínimo positivo. Defina ω*(x, H, n) e ω*(x, n) por:
{\displaystyle |x-\alpha |=H^{-n\omega ^{*}(x,H,n)-1}.}
{\displaystyle \omega ^{*}(x,n)=\limsup _{H\to \infty }\,\omega ^{*}(x,n,H).}
Se, para o menor inteiro positivo n, ω*(x, n) for infinito, então x é chamado de U*-number de grau n.
Se os valores ω*(x, n) forem limitados e não convergirem para 0, então x é chamado de S*-number.
Um número x é chamado de A*-number se os valores ω*(x, n) convergirem para 0.
Se os valores ω*(x, n) são todos finitos, mas ilimitados, então x é chamado de T*-number.
As classificações de Koksma e Mahler são equivalentes porque dividem os números transcendentes nas mesmas classes. Os números A* são os números algébricos.

### Construção de LeVeque
Seja
{\displaystyle \lambda ={\tfrac {1}{3}}+\sum _{k=1}^{\infty }10^{-k!}.}
Pode-se mostrar que a raiz n-ésima de λ (um número de Liouville) é um U-number de grau n.
Essa construção pode ser aperfeiçoada para criar uma família não enumerável de U-numbers de grau n. Seja Z o conjunto composto por todas as outras potências de 10 na série acima para λ. O conjunto de todos os subconjuntos de Z é não enumerável. Removendo qualquer um dos subconjuntos de Z da série para λ, obtemos incontáveis números de Liouville distintos, cujas raízes n-ésimas são U-numbers de grau n.

### Tipo
O supremum da sequência {ω(x, n)} é chamado de type (tipo). Quase todos os números reais são S numbers de tipo 1, que é o mínimo para S numbers reais. Quase todos os números complexos são S numbers de tipo 1/2, também mínimo. As afirmações de que "quase todos os números" são desses tipos foram conjecturadas por Mahler e, em 1965, provadas por Vladimir Sprindzhuk.

## Problemas em aberto
Embora o Teorema de Gelfond–Schneider tenha provado que uma grande classe de números é transcendental, essa classe ainda é enumerável. Muitos constantes matemáticas bem conhecidas ainda não se sabe se são transcendentes, e em alguns casos não se sabe sequer se são racionais ou irracionais. Uma lista parcial pode ser encontrada aqui.
Um grande problema na teoria dos números transcendentes é mostrar que um determinado conjunto de números é independentemente algébrico, em vez de apenas mostrar que elementos individuais são transcendentes. Assim, ainda que saibamos que e e π são transcendentes, isso não implica que e + π seja transcendental, nem outras combinações das duas (exceto eπ, Constante de Gelfond, que se sabe ser transcendental). Outro problema importante é lidar com números que não estão relacionados à função exponencial. Os principais resultados na teoria da transcendência tendem a girar em torno de e e da função logarítmica, o que significa que métodos totalmente novos costumam ser necessários para lidar com números que não podem ser expressos em termos desses dois objetos de maneira elementar.
A Conjectura de Schanuel resolveria parcialmente o primeiro desses problemas, pois trata da independência algébrica e confirmaria que e + π é transcendental. Ainda assim, ela gira em torno da função exponencial e, portanto, não lidaria necessariamente com números como a Constante de Apéry ou a Constante de Euler–Mascheroni. Outro problema extremamente difícil ainda em aberto é o chamado constant or identity problem.